# Tống Điệu công
Tống Điệu công (chữ Hán: 宋悼公; trị vì: 403 TCN-385 TCN hay 406 TCN-399 TCN, tên thật là Tử Cấu Do (子購由), là vị vua thứ 30 hay 31 của nước Tống - chư hầu nhà Chu trong lịch sử Trung Quốc.
Ông là con của Tống Hậu Chiêu công, vị vua thứ 29 hay 30 nước Tống. Năm 404 TCN (hay 406 TCN), Chiêu công mất, Cấu Do lên ngôi, tức Tống Điệu công.
Sử kí-Tống thế gia ghi rằng Tống Điệu công ở ngôi được 8 năm và mất năm 399 TCN, không ghi những hành trạng của ông trong thời gian ở ngôi.
Sử gia Dương Khoan trong Chiến Quốc sử ghi nhận rằng thời Tống Điệu công, nước Tống đã rất suy yếu trước sự lớn mạnh của thất hùng, để tránh bị xâm lấn, Điệu công có thể đã phải thiên đô tới Bành Thành (thuộc tỉnh Từ Châu ngày nay). Năm 385 TCN, Hàn Văn hầu xuất binh đánh nước Tống, tiến đến Bành Thành, bắt được vua Tống, vua Tống theo đó có thể là Điệu công , có khả năng là bị giết chết , vì có thụy là Điệu công.